# Министр иностранных дел Канады
Министр иностранных дел Канады (англ. Minister of Foreign Affairs of Canada, фр. Ministre des Affaires étrangères) — министр Короны в Канадском кабинете, который отвечает за осуществление внешней политики страны и надзирает за международными отношениями федерального правительства в сфере иностранных дел и международной торговли Канады. В дополнение к обязанностям, министр также надзирает за Международным центром по правам человека и демократическому развитию и Международным научно-исследовательским Центром развития.

## История
С 1909 года по 1993 год существовала должность государственного секретаря по внешним связям Канады — члена Кабинета министров Канады, отвечавшего за контроль за международными отношениями федерального правительства и бывшего главой Департамента внешних связей Канады. Первые два государственных секретаря по внешним связям Канады с 1909 по 1912 год (Чарльз Мёрфи под руководством сэра Уилфрида Лорье и Уильям Джеймс Рош под руководством сэра Роберта Бордена) являлись одновременно государственными секретарями Канады. Два портфеля были разделены в 1912 году. Должность тогда по совместительству до 1946 года занимал премьер-министр Канады.
Политические деятели, державшие портфель министра иностранных дел, иногда играли видную роль в международных делах:
- Лестер Боулс Пирсон (будущий премьер-министр) способствовал разрешению Суэцкого кризиса и созданию Миротворческих сил Организации Объединенных Наций, за что в результате получил в 1957 году Нобелевскую премию мира.
- Джо Кларк (бывший премьер-министр) возглавил оппозицию системе апартеида в Южной Африке в Содружестве наций, против первоначального сопротивления британского правительства Маргарет Тэтчер и правительства Соединенных Штатов Америки.
- Ллойд Эксуорси инициировал Оттавскую Конвенцию о запрещении противопехотных мин в большинстве стран мира.

Как и в случае Пирсона (так и его предшественника Луи Сен-Лорана), портфель министра иностранных дел может быть окончательной ступенью к канцелярии премьер-министра. До 1946 года было принято, что должность государственного секретаря по внешним связям занимает действующий премьер-министр. Джон Дифенбейкер держал министерский портфель два последующих случая.
Должность государственного секретаря по внешним связям была заменена на должность министра иностранных дел в 1993 году.

## Государственные секретари по внешним связям Канады с 1909 года по 1993 год
| 1.  | Чарльз Мёрфи                        | под руководством Лорье        | 19 мая 1909 — 6 октября 1911      |
| 2.  | Уильям Джеймс Рош                   | под руководством Бордена      | 10 октября 1911 — 1 апреля 1912   |
| 3.  | Роберт Борден                       | как премьер-министр           | 1 апреля 1912 — 9 июля 1920       |
| 4.  | Артур Мейен                         | как премьер-министр           | 10 июля 1920 — 29 декабря 1921    |
| 5.  | Уильям Лайон Макензи Кинг           | как премьер-министр           | 29 декабря 1921 — 28 июня 1926    |
|     | Артур Мейен (2-й раз)               | как премьер-министр           | 29 июня — 25 сентября 1926        |
|     | Уильям Лайон Макензи Кинг (2-й раз) | как премьер-министр           | 25 сентября 1926 — 7 августа 1930 |
| 6.  | Ричард Бэдфорд Беннет               | как премьер-министр           | 7 августа 1930 — 23 октября 1935  |
|     | Уильям Лайон Макензи Кинг (3-й раз) | как премьер-министр           | 23 октября 1935 — 3 сентября 1946 |
| 7.  | Луи Сен-Лоран                       | под руководством Кинга        | 4 сентября 1946 — 9 сентября 1948 |
| 8.  | Лестер Боулс Пирсон                 | под руководством Кинга        | 10 сентября 1948 — 15 ноября 1948 |
|     | Лестер Боулс Пирсон (продолжение)   | под руководством Сен-Лорана   | 15 ноября 1948 — 20 июня 1957     |
| 9.  | Джон Дифенбейкер                    | как премьер-министр           | 21 июня — 12 сентября 1957        |
| 10. | Сидней Эрл Смит                     | под руководством Дифенбейкера | 13 сентября 1957 — 17 марта 1959  |
| *   | Джон Дифенбейкер (2-й раз) (И. о.)  | как премьер-министр           | 19 марта — 3 июня 1959            |
| 11. | Говард Грин                         | под руководством Дифенбейкера | 4 июня 1959 — 21 апреля 1963      |
| 12. | Пол Джозеф Джеймс Мартин            | под руководством Пирсона      | 22 апреля 1963 — 20 апреля 1968   |
| 13. | Митчелл Шарп                        | под руководством Трюдо        | 20 апреля 1968 — 7 августа 1974   |
| 14. | Аллан Макичен                       | под руководством Трюдо        | 8 августа 1974 — 13 сентября 1976 |
| 15. | Дональд Джеймисон                   | под руководством Трюдо        | 14 сентября 1976 — 3 июня 1979    |
| 16. | Флора Макдональд                    | под руководством Кларка       | 4 июня 1979 — 2 марта 1980        |
| 17. | Марк Макгиган                       | под руководством Трюдо        | 3 марта 1980 — 9 сентября 1982    |
|     | Аллан Макичен (2-й раз)             | под руководством Трюдо        | 10 сентября 1982 — 29 июня 1984   |
| 18. | Жан Кретьен                         | под руководством Тёрнера      | 30 июня 1984 — 16 сентября 1984   |
| 19. | Чарльз Джозеф Кларк                 | под руководством Малруни      | 17 сентября 1984 — 20 апреля 1991 |
| 20. | Барбара Макдугалл                   | под руководством Малруни      | 21 апреля 1991 — 24 июня 1993     |
| 21. | Перрен Битти                        | под руководством Кэмпбелл     | 25 июня 1993 — 3 ноября 1993      |

## Министры иностранных дел Канады
| 1.  | Андре Уэлле            | 4 ноября 1993 — 24 января 1996   | Кабинет премьер-министра Жана Кретьена   |
| 2.  | Ллойд Эксуорси         | 25 января 1996 — 16 октября 2000 | Кабинет премьер-министра Жана Кретьена   |
| 3.  | Джон Мэнли             | 17 октября 2000 — 15 января 2002 | Кабинет премьер-министра Жана Кретьена   |
| 4.  | Билл Грэм              | 15 января 2002 — 11 декабря 2003 | Кабинет премьер-министра Жана Кретьена   |
| 4.  | Билл Грэм              | 12 декабря 2003 — 19 июля 2004   | Кабинет премьер-министра Пола Мартина    |
| 5.  | Пьер Петтигрю          | 20 июля 2004 — 5 февраля, 2006   | Кабинет премьер-министра Пола Мартина    |
| 6.  | Питер Маккей           | 6 февраля 2006 — 14 августа 2007 | Кабинет премьер-министра Стивена Харпера |
| 7.  | Максим Бернье          | 14 августа 2007 — 26 мая 2008    | Кабинет премьер-министра Стивена Харпера |
| 8.  | Дэвид Эмерсон          | 26 мая — 20 октября 2008         | Кабинет премьер-министра Стивена Харпера |
| 9.  | Лоренс Кэннон          | 30 октября 2008 — 18 мая 2011    | Кабинет премьер-министра Стивена Харпера |
| 10. | Джон Бэрд              | 18 мая 2011 — 3 февраля 2015     | Кабинет премьер-министра Стивена Харпера |
| 11. | Роб Николсон           | 9 февраля — 4 ноября 2015        | Кабинет премьер-министра Стивена Харпера |
| 12. | Стефан Дион            | 4 ноября 2015 — 10 января 2017   | Кабинет премьер-министра Джастина Трюдо  |
| 13. | Христя Фриланд         | 10 января 2017 — 20 ноября 2019  | Кабинет премьер-министра Джастина Трюдо  |
| 14. | Франсуа-Филипп Шампань | 20 ноября 2019 — 12 января 2021  | Кабинет премьер-министра Джастина Трюдо  |
| 15. | Марк Гарно             | 12 января — 26 октября 2021      | Кабинет премьер-министра Джастина Трюдо  |
| 16. | Мелани Жоли            | 26 октября 2021 — 14 марта 2025  | Кабинет премьер-министра Джастина Трюдо  |
| 16. | Мелани Жоли            | 14 марта 2025 — 13 мая 2025      | Кабинет премьер-министра Марка Карни     |
| 17. | Анита Ананд            | 13 мая 2025 — н. в.              | Кабинет премьер-министра Марка Карни     |